# 9mm Parabellum Bullet
Pour les articles homonymes, voir Parabellum.
9mm Parabellum Bullet (キューミリ・パラベラム・バレット, Kyūmiri Paraberamu Baretto) est un groupe de rock japonais, originaire de Yokohama.

## Biographie

### Débuts (2005–2009)
Le groupe signe au label under_bar, une branche de Reverb Records, et y publie deux mini-albums, Gjallarhorn en 2005, et Phantomime en 2006, puis joue sur scène à Yokohama et Tokyo.
En 2007, le groupe signe chez EMI Music Japan et publie l'EP The World e.p. qui comprend des versions fraichement réenregistrées des chansons de Gjallarhorn et deux nouvelles chansons, ainsi que l'EP Discommunication e.p., qui comprend la chanson Discommunication et un enregistrement live de 35 minutes,. À la fin 2007, ils publient leur premier album, Termination, après lequel ils commencent leur première tournée.
À l'été 2008, le groupe publie le single double face-A Supernova/Wanderland, qui comprend aussi des instrumentaux piano des deux chansons, et une troisième chanson intitulée Wildpitch. 9mm Parabellum Bullet est invité à jouer au Festival Nano-Mugen Festival, organisé par l'Asian Kung-Fu Generation cette année au Yokohama Arena, un festival mieux connu pour ses nouveaux talents et groupes étrangers. Ils reprennent Motorbreath pour l'album-hommage à Metallica, Metal-ikka.
En octobre, le groupe publie son deuxième album studio, intitulé Vampire, et suit avec une tournée Vampire Empire Tour 08/09. En avril 2009, le groupe publie son premier DVD live, Act I, qui comprend quatre concerts à différents points de leur carrière.

### RevolutionaryetMovement(2009–2011)
Au printemps 2009, le groupe publie l'EP Black Market Blues e.p., qui comprend un enregistrement de leur apparition au Yoyogi Park comme face B. L'année 2009 assiste aussi à la première nomination de 9mm Parabellum Bullet aux MTV Video Music Awards Japan dans la catégorie de meilleur clip vidéo, pour leur chanson Living Dying Message. 9mm Parabellum Bullet participe à plusieurs festivals rock au Japon comme le Rock in Japan Festival, Rising Sun Rock Festival, et le Space Shower's Sweet Love Shower. Le 9 septembre 2009, 9mm Parabellum Bullet fait sa première apparition au Nippon Budokan intitulé 999. Cette performance est enregistrée et incluse dans l'EP Cold Edge e.p., publié le 30 septembre.
9mm Parabellum Bullet est invité à jouer au Countdown Japan 09/10. En début janvier 2010, ils publient le single Inochi no Zenmai, qui est utilisé en ouverture de l'adaptation live du manga Higanjima. Le single comprend une reprise de la chanson Dou ni mo Tomaranai (1972) de Linda Yamamoto. Le 21 avril 2010 est annoncé comme date de sortie pour le troisième album studio de 9mm Parabellum Bullet, Revolutionary. Il est suivi d'une tournée japonaise. En fin mars, un clip est tourné pour la dernière chanson de l'album, The Revolutionary. Le 18 mai 2011, le single Atarashii Hikari est publié. Leur quatrième album studio, Movement, est publié le 15 novembre. Ils jouent aussi au Yokohama Arena le 26 juin.

### DawningetWaltz on Life Line(depuis 2012)
9mm Parabellum Bullet reprend Territorial Pissings sur l'album Nevermind Tribute, qui est publié le 4 avril 2012, et comprend plusieurs reprises de l'album Nevermind de Nirvana par divers groupes japonais. Leur première performance acoustique à MTV Unplugged s'effectue au Billboard Live Tokyo devant un public limité à 150 fans, et publié en cassette le 27 mai. Leur quatrième single Heart ni Hi wo Tsukete suit le 24 octobre 2012.
Le 1er avril 2013, EMI Music Japan devient le sous-label d'Universal Music Japan sous le nom d'EMI Records Japan après le rachat d'EMI par Universal Music en septembre 2012. Tous les membres d'EMI Music Japan continueront à se produire sous le label d'Universal Music Japan tout en restant sous le même code catalogue (TOCT). Leur cinquième single, Answer and Answer, est publié le 29 mai. 9mm Parabellum Bullet publie son cinquième album, Dawning, le 26 juin 2013. Ils jouent une reprise de Instant Music pour l'album-hommage au groupe The Pillows, Rock and Sympathy, publié en février 2014.
Le groupe prend part à la première journée du Lunatic Fest de Luna Sea au Makuhari Messe le 27 juin 2015. Le bassiste de Luna Sea, J, les rejoint sur scène pour jouer Cold Edge. 9mm Parabellum Bullet publie un single quadruple face A, Hangyaku no March/Dark Horse/Daremo Shiranai/Mad Pierrot, le 9 septembre. Ils contribuent à une reprise pour l'album-hommage aux Telephones, We are Disco!!! ~Tribute to The Telephones~. En janvier 2016, 9mm Parabellum Bullet annonce changer de label pour Sazanga Records. L'album Waltz on Life Line est publié le 27 avril 2016. Le groupe jouera les thèmes Inferno et Sacrifice pour l'adaptation animée de Berserk.

## Membres
- Takuro Sugawara (菅原 卓郎, Sugawara Takurō?) – chant, guitare rythmique
- Yoshimitsu Taki (滝 善充, Taki Yoshimitsu?) – guitare solo, piano, chœurs
- Kazuhiko Nakamura (中村 和彦, Nakamura Kazuhiko?) – basse, screams
- Chihiro Kamijo (かみじょう ちひろ, Kamijō Chihiro?) – batterie

## Discographie

### Albums studio
- 2007 : Termination (en)
- 2008 : Vampire (en)
- 2010 : Revolutionary (en)
- 2011 : Movement (en)
- 2013 : Dawning
- 2016 : Waltz on Life Line
- 2017 : BABEL
- 2019 : DEEP BLUE

### EP
- 2005 : Gjallarhorn
- 2006 : Phantomime
- 2007 : The World e.p.
- 2007 : Discommunication e.p.
- 2009 : Black Market Blues e.p.
- 2009 : Cold Edge e.p.
- 2011 : Kamome e.p.

### Singles
- 2008 : Supernova/Wanderland
- 2010 : Inochi no Zenmai
- 2011 : Atarashii Hikari
- 2012 : Heart ni Hi wo Tsukete
- 2013 : Answer and Answer
- 2014 : Seimei no Waltz

### Démo
- 2004 : Talking Machine

## Vidéographie
- 2009 : Act I
- 2010 : Act II
- 2010 : Act III
- 2010 : Act II et Act III
- 2012 : Act IV
- 2012 : MTV Unplugged